# Die Bären sind los (1976)
Die Bären sind los ist ein US-amerikanischer Spielfilm aus dem Jahr 1976.

## Handlung
Morris Buttermaker ist ein ehemaliger Profi-Baseball-Spieler mit einem Alkoholproblem. Sein Geld verdient er mit dem Reinigen von Swimmingpools. Als Baseballtrainer übernimmt er eine Mannschaft von Kindern aus schwierigen Verhältnissen im Alter von etwa elf Jahren – mit dem Ehrgeiz, aus einer hoffnungslos unbegabten Mannschaft eine ausgezeichnete Siegermannschaft in einer Little League zu machen. Sein größter Konkurrent ist der arrogante Trainer Roy Turner, der sich mit seiner Mannschaft über die Bären lustig macht. Die Bären verlieren zunächst sämtliche Spiele, ohne den Hauch einer Chance zu haben.
Hoffnung ist in Sicht, als Buttermaker seine Stieftochter Amanda überreden kann, der Mannschaft beizutreten. Diese kommt jedoch nicht nur zum Baseball spielen, sie möchte ihren Stiefvater wieder mit ihrer Mutter zusammenbringen. Dies misslingt, doch die Mannschaft wird besser. Als auch noch der herumstreunende, Motorrad fahrende Kelly zur Mannschaft stößt, wird aus dem Verliererteam eines mit Siegermentalität, das sich bis ins Finale gegen Roy Turners Team vorspielt.
Der überehrgeizige Turner verliert bei diesem Spiel die Nerven, als eine erneute Niederlage droht, schlägt er einen seiner besten Spieler, was Zuschauer und Buttermaker gegen ihn aufbringt. Buttermaker wechselt daraufhin seine schwächsten Spieler ein und Turners Mannschaft gewinnt doch noch. Gewinnen sei eben nicht alles.

## Kritik
- Lexikon des internationalen Films: Sympathischer, wenn auch simpel konstruierter Film über Rivalität und Freundschaft der jugendlichen Sportler. Hierzulande mangels Kenntnis der Baseball-Regeln nicht immer nachvollziehbar.[1]

## Auszeichnungen
Walter Matthau war 1977 als bester männlicher Darsteller für den BAFTA Award nominiert, ging aber leer aus. Im gleichen Jahr gewann Die Bären sind los den Preis der Writers Guild of America für das beste Originaldrehbuch (Genre: Komödie).

## Fortsetzungen
1977 wurde eine Fortsetzung unter dem Titel Die Bären bleiben am Ball (The Bad News Bears in Breaking Training) gedreht. 1978 entstand eine weitere Fortsetzung mit Tony Curtis in der Hauptrolle und dem Titel Die Bären sind nicht mehr zu bremsen (The Bad News Bears Go to Japan).

## Fernsehserie
In den Jahren 1979 und 1980 wurde die Fernsehserie Die Bären sind los in zwei Staffeln ins Fernsehen gebracht, die auf dem Film basiert und die Handlung u. a. um den Schulalltag erweitert. Jack Warden spielte die Rolle des Trainers Morris Buttermaker.

## Neuverfilmung
Richard Linklater drehte 2005 eine Neuverfilmung unter dem gleichen Titel mit Billy Bob Thornton als Morris Buttermaker.